# Дояренко, Алексей Григорьевич
Алексей Григорьевич Дояренко (15 (24) марта 1874, д. Терешково, Сумского уезда, Харьковская губерния — 9 мая 1958, Саратов) — российский учёный, агроном, растениевод, агрофизик, агрохимик, педагог-новатор.

## Биография
Родился в крестьянской семье. Отец рано оставил семью. Мать, Марфа Савельевна, работала экономкой в селе Марковка. В 1892 году он с золотой медалью окончил Сумскую гимназию и поступил в Петербургский университет. В 1898 году окончил естественное отделение физико-математического факультета и, кроме того, вольнослушателем, в 1898 году — юридический факультет того же университета и Петербургскую консерваторию по классу композиции и оркестровки. Дояренко написал музыку к операм «Горе от ума» и «Кому на Руси жить хорошо», а также ряду песен.
Окончив университет, он поступил в Московский сельскохозяйственный институт, который окончил в 1901 году со званием учёного агронома 1-й степени (дипломная работа — «К вопросу об усвоении растениями почвенного азота в зависимости от метеорологических условий». В 1900 году появилась его первая публикация — статья «Гуминовые вещества как азотистая составная часть почвы» в «Известиях Московского сельскохозяйственного института». В 1901 году он женился на дочери профессора Н. Я. Демьянова.
В 1901—1930 годах Дояренко работал в Петровской (Тимирязевской) сельскохозяйственной академии: в 1901—1910 годах — ассистентом Д. Н. Прянишникова при кафедре удобрения и частного земледелия; в 1911—1913 годах — по кафедре общего земледелия; с 1913 года — помощником заведующего опытным полем института. С 1901 года был помощником редактора журнала «Вестник сельского хозяйства», органа Московского общества сельского хозяйства; в 1905—1929 годах — его редактор.
В 1908 году он организовал приват-доцентский курс «Практический курс полеводства» по опытному делу с систематическим посещением опытных учреждений, а в 1912 году издание справочника по ним. Основал Высшие женские сельскохозяйственные курсы и повторные курсы для агрономов.
В декабре 1913 года представил в Учёный совет работу, аналогичную диссертации и в 1914 году был избран профессором кафедры общего земледелия Сельскохозяйственного института; в 1915 году представил в Учёный совет магистерскую диссертацию «К изучению аэрации почвы».
Также на притяжении 1908—1922 годов он преподавал на Высших женских сельскохозяйственных курсах, в организации которых принимал активное участие.
В 1918 году он участвовал в создании Бюро Всероссийских съездов по опытному делу.
Впервые был арестован вместе с другими членами Помгола 27 августа 1921 года, но вскоре освобождён и в 1922 году участвовал в организации и работе третьего Всероссийского агрономического съезда.
В 1924 году организовал «Научно-агрономический журнал» и редактировал его до 1929 года. Вёл практический курс полеводства для крестьян на опытном поле.
В 1930 году был вновь арестован — по делу «Трудовой крестьянской партии», хотя «Дояренко был принципиально всегда вне политики! Когда дочь его приводила в дом студентов, высказывающих как бы эсеровские мысли, — он их из дому выгонял». На процессе ему была уготована роль «министра сельского хозяйства» «коалиционного правительства». 6 января 1932 коллегия ОГПУ вынесла постановление А. Г. Дояренко заключить в концлагерь на 5 лет. До 1935 года находился в заключении в Суздальском политизоляторе; в 1935—1939 годах — в ссылке в Кирове, где работал консультантом при Краевом земельном отделе и научным сотрудником Кировской областной сельскохозяйственной опытной станции, а в 1936—1938 годах — музыкальным руководителем Кировского театра юного зрителя. В заключении написал «Письма о науке будущего».
В дальнейшем продолжал научнуо-агрономическую работу в Вятке и Саратове. В 1939—1948 годах был профессором, заведующим лабораторией агротехники, агрохимии и агропововедения в «Институте зернового хозяйства Юго-Востока» (Саратов). После августовской сессии ВАСХНИЛ в 1948 году был отстранён от работы в институте, с 1950 года ему была назначена пенсия.
В конце жизни написал автобиографическую повесть «Из агрономического прошлого» (М., 1958).
Считается, что он был изображён в фельетоне М. А. Булгакова «Золотистый город» (1923).
Реабилитирован в 1987 г.

## Архивы
Российский Государственный Архив Экономики (РГАЭ). — Ф. 9474. — Д. 467.